# Campodimele
Campodimele är en ort och kommun i provinsen Latina i regionen Lazio i Italien. Kommunen hade 605 invånare (2018).